# Kingsway
Kingsway – jedna z głównych ulic w centrum Londynu w Wielkiej Brytanii, oznaczona jako część A4200. Rozpoczyna się przy High Holborn w północnej części Camden, a kończy przy Aldwych. Zbudowana została na początku XX wieku i wraz z Aldwych stanowi jedną z głównych tras biegnących przez centrum Londynu.
Droga została zaprojektowana jako część planu przebudowy obszaru z początku XX wieku. Plany zostały opublikowane przez London County Council w 1898 roku. Zgodnie z nimi w części Holborn usunięto labirynty małych uliczek i okoliczne slumsy. Jedną z niewielu zachowanych budowli jest Kościół Świętej Trójcy (Holy Trinity Church) znajdujący się przy Little Queen Street. Oficjalnie ulica została otwarta w 1905 roku i jest jedną z najszerszych ulic w Londynie (30 metrów).
Pod Kingsway znajdują się nieużywane tunele Piccadilly line, łączące Holborn i Aldwych. Podziemny peron wykorzystywany jest do scen filmowych. Podczas II wojny światowej przechowywano tam dzieła sztuki z British Museum (m.in. Marmury Elgina).
Najbliższymi stacjami metra są Holborn i Temple.